# アテナイのプルタルコス

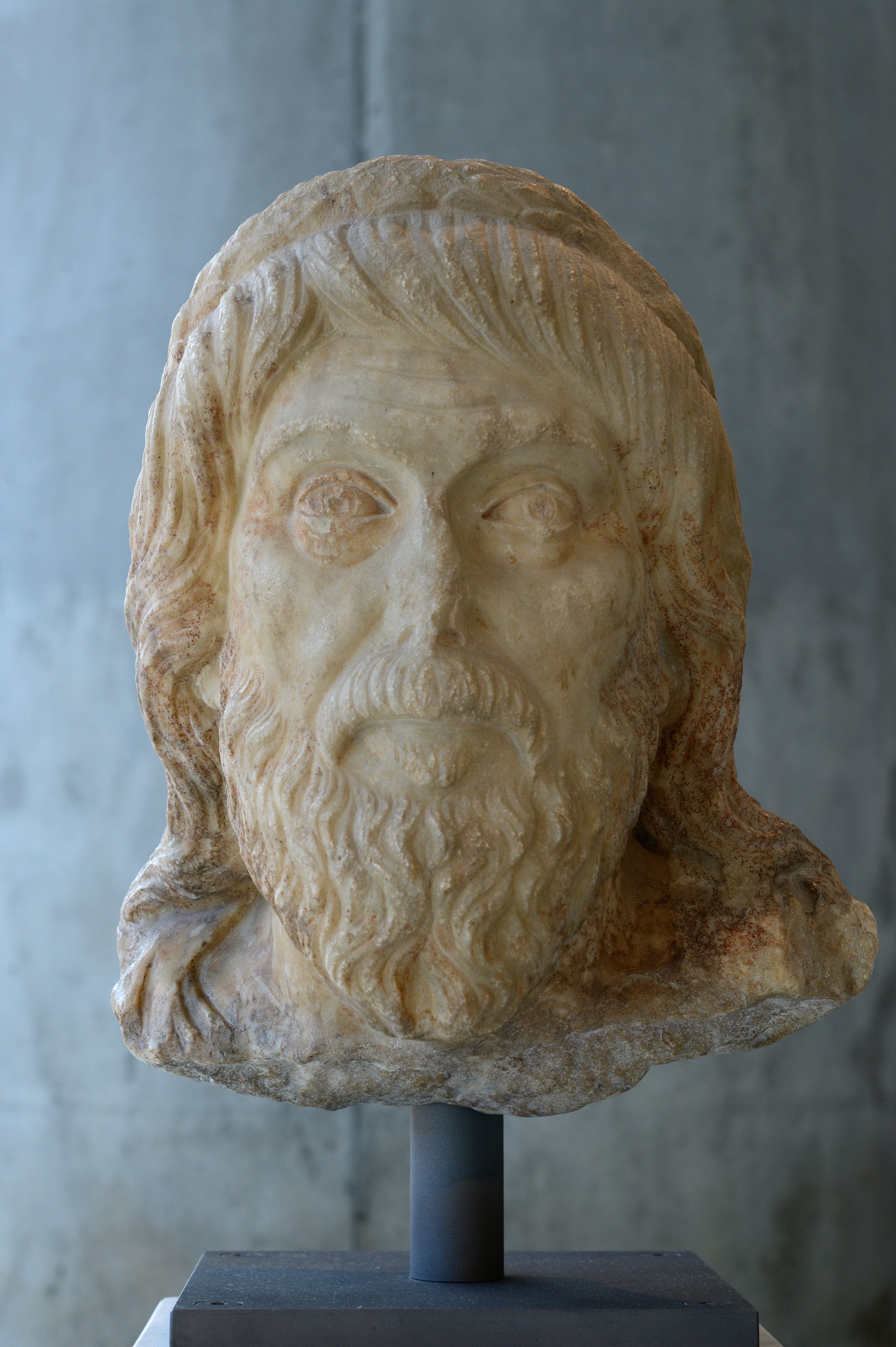
アテナイのプルタルコス

アテナイのプルタルコス（古希: Πλούταρχος ὁ Ἀθηναῖος 英: Plutarch of Athens, 431年/432年没）は、東ローマ帝国初期・古代末期の哲学者。新プラトン主義者。アテナイのアカデメイアを再興した学頭。シュリアノスとプロクロスの師。ネストリオスの子プルタルコスとも呼ばれる。

## 人物
アカデメイアは、前1世紀ミトリダテス戦争中のスラによる略奪や、アンティオコスの分離独立以来、歴史の表舞台から消えていた。これを5世紀に「継承者」（ディアドコス）を名乗って再興したのが、アテナイのプルタルコスである。
弟子に次代学頭シュリアノス、その次代学頭プロクロス、『黄金の詩註解』の著者アレクサンドリアのヒエロクレスがいた。プロクロスとは死の2年前に出会い、高齢を押して『魂について』『パイドン』を講読し、実子同然に扱い共同生活をした。
実子にヒエリオスとアスクレピゲニアがいた。

## 著作・思想
著作に、アリストテレス『魂について』や諸プラトン対話篇の註解があったが、現存しない。
イアンブリコス派新プラトン主義者であり、イアンブリコスの影響のもと新ピタゴラス主義的傾向もあったと推定される。